# KYV40
rafre KYV40（ラフレ ケーワイブイ ヨンゼロ）、およびDIGNO W（ディグノ ダブル）は、京セラによって日本国内向けに開発された、auブランドを展開するKDDIおよび沖縄セルラー電話（前者）、UQ mobileブランドを展開するUQコミュニケーションズおよびUQモバイル沖縄（後者）の第3.9世代移動通信システム（au 4G LTE/au VoLTE）、および第4世代移動通信システム（WiMAX2+）対応スマートフォンである。DIGNOシリーズのひとつ。DIGNO Wのモデル番号はKYV40。

## 概要
DIGNO rafre KYV36およびDIGNO Lの後継モデルである。au向けモデルについては、ターゲット層を明確にするため、機種名から「DIGNO」が除かれた。
先代同様、泡ハンドソープで洗えるが、本モデルから泡ボディソープでも本体を洗えるようになった。その代わり、ワンセグ視聴用のアンテナがホイップアンテナから京セラTVアンテナケーブル04を接続して視聴する形になった。
DIGNO Wは、先代同様にベース機のrafreと異なり、既存のau向けサービスはほぼ利用不可となるので注意が必要となる。
なお、rafreは購入時にSIMロックされているが、DIGNO WはSIMロックされていない。

## その他機能
※PC向けWebブラウザが標準装備されている。携帯向けサイト(EZWeb)は他のスマートフォンやPCと同じく閲覧不可。
| 主な機能・対応サービス（rafre KYV40）                                   | 主な機能・対応サービス（rafre KYV40）                                                          | 主な機能・対応サービス（rafre KYV40）   | 主な機能・対応サービス（rafre KYV40） |
| ----------------------------------------------------------------------- | ---------------------------------------------------------------------------------------------- | --------------------------------------- | ------------------------------------- |
| Google Play au Market auスマートパス auウィジェット Webブラウザ         | うたパス音楽プレーヤー （LISMO） ※ハイレゾ音源非対応 LISMO WAVE うたパス ビデオパス ブックパス | おサイフケータイ NFC おくだけ充電（Qi） | ワンセグ DLNA/DTCP-IP                 |
| au one メール PCメール Gmail EZwebメール                                | デコレーションメール デコレーションアニメ                                                      | Friends Note                            | PCドキュメント                        |
| au Smart Sports Run & Walk Karada Manager ゴルフ(web版) Fitness、歩数計 | GPS 方位計                                                                                     | au oneナビウォーク au one助手席ナビ     | au one ニュースEX au one GREE         |
| かんたんメニュー じぶん銀行                                             | 緊急速報メール                                                                                 | Bluetooth                               | 無線LAN機能 (Wi-Fi)                   |
| 赤外線通信 Miracast                                                     | グローバルパスポート                                                                           | auフェムトセル                          |                                       |
| microSD microSDHC microSDXC                                             | モーションセンサー(6軸)                                                                        | 防水 防塵                               | 簡易留守録 着信拒否設定               |

- 安心セキュリティパックはフル対応（rafre KYV40）

## 沿革
rafre KYV40
- 2017年（平成29年）1月11日 - KDDI、および京セラより公式発表。
- 2017年2月24日 - 全国にて一斉発売開始。

DIGNO W
- 2017年1月25日 - UQコミュニケーションズ、および京セラより公式発表。
- 2017年3月3日 - 全国にて一斉発売開始。